# Minoru Miki
Minoru Miki (født 16. marts 1930 i Tokushima på øen Shikoku, død 8. december 2011 i Tokyo Japan) var en japansk komponist og lærer.
Miki studerede på Tokyo National University of Fine Arts and Music hos bl.a. Akira Ifukube.
Han underviste senere på Tokyo Musikkonservatorium, og stiftede bl.a. Ensemble Pro Musica Nipponia.
Miki skrev 7 symfonier, orkesterværker, operaer, kammermusik og sange etc.
Han var stærkt inspireret og tiltrukket af de japanske traditionelle instrumenter såsom koto´en , som han inkorporerede i sine mange kompositioner.

## Udvalgte værker
- Symfoni "Treenighed" (1953) - for orkester
- Symfoni "Gamula" (1957) - for orkester
- Symfoni "Juvel" - (1960) - for orkester
- Symfoni "for livet" - (1980) - for orkester
- Symfoni "for 2 Verdner" - (1981) - for japansk orkester og orkester
- Folkesymfoni Den Den Den - (1994) - for asiatiske instrumenter
- Folkesymfoni (2006) - for japanske instrumenter og blandet kor
- Symfoni Koncertante (1976) - "Per Wasan" - for bassang, kor, Koto-instrument og orkester